# Die Kunst zu lieben (2011)
Die Kunst zu lieben ist ein französischer Episodenfilm von Emmanuel Mouret aus dem Jahr 2011.

## Handlung
Der Film besteht aus zehn Segmenten, die kurz von einem Erzähler eingeleitet werden.
1. Ein Komponist, der nur noch kurze Zeit zu leben hat, hofft, eines Tages die Melodie zu hören, die ihm anzeigt, dass er sich gerade in eine Frau verliebt hat. Er hatte bereits zwei Mal Melodieanfänge vernommen, doch bisher noch nie die wahre Liebe getroffen. Seine Vorstellungen dieser Melodie setzt er in eigenen Kompositionen um, weswegen die Frauen ihm zu Füßen liegen. Eines Tages, kurz vor seinem Tod, hört er eine Melodie, sieht jedoch keine Person. Er stirbt, bevor er erfahren kann, in wen er sich in diesem Moment verliebt hatte.
2. Zoé erfährt von ihrer guten Freundin Isabelle, dass diese seit einem Jahr keinen Sex mehr hatte. Isabelle träumt, dass Zoé ihr erlauben würde, aus Freundschaft mit ihrem Freund Jeremie zu schlafen, und sie einwilligte. Tatsächlich bietet Zoé ihr wenig später ihren Freund an, doch Isabelle lehnt ab.
3. Achille telefoniert gerade aus Langeweile mit einigen Freundinnen, die ein Treffen ablehnen, als seine neue Nachbarin an der Tür klingelt. Sie hat sich ausgeschlossen und ruft bei ihm den Schlüsseldienst an. Sie ist nur leicht bekleidet und gesteht Achille, dass sie gerne ein Abenteuer mit einem Mann erleben würde. Als er sie küsst, weicht sie zurück und geht, weil sie glaubt, er habe es nur aufgrund ihrer Erzählung über ein Abenteuer getan, nicht jedoch aus Zuneigung.
4. Amélie erfährt von ihrem besten Freund Boris, dass er ihren Körper begehrenswert findet und daher mit keiner anderen Frau richtig zusammen sein kann, da er immer denkt, dass das Liebesleben mit ihr besser sei. Seine Bitte, mit ihm zu schlafen, lehnt Amélie ab.
5. Achille trifft seine Nachbarin wieder, doch sie verweigert sich ihm erneut und zerredet das Treffen aus Unsicherheit. Er übt sich in Geduld.
6. Emmanuelle will nach vielen Ehejahren ihren Mann Paul verlassen, weil sie sich seit einiger Zeit zu anderen Männern hingezogen fühlt. Sie hat sich deswegen bereits in Behandlung begeben, kann jedoch das Gefühl, das eigene Verlangen zu unterdrücken, nicht mehr ertragen. Paul erlaubt ihr, ihrem Verlangen nachzugeben, und Emmanuelle verhält sich Männern gegenüber nun zwanglos. Sie schläft dennoch nur mit Paul, dessen Akzeptanz ihres Wesens ihr gemeinsames Liebesleben neu entfacht hat.
7. Achille und die Nachbarin treffen sich erneut. Sie küssen sich, doch geht die Nachbarin nach kurzer Zeit wieder.
8. William und Vanessa waren erst Freunde und sind schließlich ein Paar geworden. Sie wollen eine Beziehung ohne Unterdrückung führen, und so gesteht Vanessa William eines Tages, dass sie in Kürze mit ihrem Kollegen Louis schlafen werde, der kurz danach ins Ausland gehen wird. William stimmt zunächst zu, ändert seine Meinung aus Eifersucht jedoch die nächsten Tage immer wieder. Das Treffen sollte Freitag stattfinden, doch entscheidet sich Vanessa, bereits am Donnerstag mit Louis zu schlafen. Bei ihrem Treff gesteht Louis ihr, nun doch nicht verreisen zu wollen, da er sich in sie verliebt habe und bei ihr bleiben wolle. Vanessa bricht das Rendezvous sofort ab, verheimlicht es jedoch William. Der stimmt dem Treff nun zu und behauptet, am Freitag selbst ein Date zu haben. Beide gehen an dem Tag aus dem Haus, verbringen den Abend jeweils allein in einem Café und behaupten zurück zu Hause, dass sie eine neue Erfahrung gesammelt haben.
9. Achille lädt die Nachbarin zu sich ein. Er verführt sie mit Worten; als sie gehen will und ihm entgegenhält, dass er sie leidenschaftlich zurückhalten würde, wenn er sie wirklich liebe, tut er genau das.
10. Amélie und Boris treffen sich erneut, und Amélie erfährt, dass Boris sich von seiner Freundin getrennt habe. Weil sie es aufregend findet, dass er sie begehrt, macht sie mit ihm einen Deal: Beide wollen sich in einem dunklen Hotelzimmer treffen, kein Wort miteinander sprechen und miteinander schlafen. So hofft sie, ihre Hemmungen abzubauen. Boris stimmt zu, doch schafft es Amélie nicht, ihren Plan in die Realität umzusetzen. Eines Tages trifft sie Isabelle, die immer noch Single ist. Sie überredet sie, im Hotel ihre Rolle einzunehmen. Boris bemerkt den Frauenwechsel nicht und trifft sich ein zweites Mal zu genannten Bedingungen mit „Amélie“. Dann ist er sich sicher, dass er sie liebt, doch ist Amélie nicht bereit, ihren Freund für ihn zu verlassen. Sie willigt ein, sich weiterhin mit ihm im Hotel zu treffen, doch geht stets Isabelle für sie hin. Amélie macht Isabelle und Boris miteinander bekannt, doch finden sie den jeweils anderen uninteressant. Erst als im Hotel während eines Schäferstündchens Feueralarm ausgelöst wird, erkennt Boris, mit wem er all die Male geschlafen hat. Die Freundschaft zu Amélie zerbricht. Eines Tages trifft Boris Isabelle auf der Geburtstagsfeier der gemeinsamen Freundin Zoé wieder. Ein Gewitter geht nieder und das Licht fällt für kurze Zeit aus. In diesem Moment der Dunkelheit finden Boris und Isabelle wieder zusammen und ziehen sich küssend von der Feier zurück.

## Produktion
Die Kunst zu lieben wurde unter anderem in Paris gedreht. Regisseur Mouret führte nicht nur Regie und schrieb das Drehbuch, sondern übernahm auch eine Nebenrolle. Der Film erlebte am 7. August 2011 auf dem Internationalen Filmfestival von Locarno seine Premiere und lief am 23. November 2011 in den französischen Kinos an. In Deutschland war der Film zum ersten Mal am 5. Oktober 2011 auf dem Filmfest Hamburg zu sehen und kam am 17. Mai 2012 in die deutschen Kinos. Im Februar 2013 erschien der Film auf DVD.

## Kritik
Der film-dienst nannte Die Kunst zu lieben eine „kurzweilige Romanze“ mit pointierten Dialogen und dynamischer Inszenierung, die jedoch „unoriginelle Paris-Klischees sowie unglaubwürdige Kunstfiguren“ in der Handlung versammle. Emmanuel Mourets Drehbuch wirke „wie eine mühevolle Kopfgeburt“, kritisierte Cinema, und fasste zusammen: „absurd-verspielte Episoden über die Liebe, die sich allzu schnell verflüchtigen!“ Für den Spiegel war der Film eine „betuliche Aneinanderreihung von Altherrenwitzen und verunglückten Sex-Gags.“

## Auszeichnungen
Auf dem World Film Festival in Montréal gewann der Film den Preis für das Beste Drehbuch und war zudem für den Grand Prix des Amériques nominiert.